# William Lucas
William Lucas (ur. 13 września 1987 w Exeter) – brytyjski wioślarz.

## Osiągnięcia
- Mistrzostwa Świata Juniorów – Brandenburg 2005 – czwórka podwójna – 5. miejsce[1].
- Mistrzostwa Świata U-23 – Glasgow 2007 – dwójka podwójna – 3. miejsce[1].
- Mistrzostwa Europy – Ateny 2008 – dwójka podwójna – 11. miejsce[1].